# 演进式HSPA
演進式HSPA（又名：HSPA Evolution、I-HSPA或Internet HSPA，常简称为HSPA+），定義於3GPP release 7。
在使用MIMO技術以及更高速的調變技術下，HSPA+提供HSPA的數據傳輸率達到下行42Mbit/s以及上行23Mbit/s,這種技術現在被稱為DC-HSPA+。
HSPA+引入了波束成形和多輸入多輸出通訊（MIMO）等天線陣列技術。波束成形將天線的發射功率集中到用戶方向的波束。 MIMO 在傳送端和接收端使用多個天線。該標準的進一步版本引入了雙載波操作，即同時使用兩個 5 MHz 載波。 HSPA+ 是 HSPA 的演進，可升級現有 3G 網絡，並為電信運營商提供一種遷移到 4G 速度的方法，該速度與較新LTE網絡的初始可用速度更具可比性，而無需部署新的無線電接口。不過， HSPA+ 不應與LTE混淆，後者使用基於正交頻分調變和多址存取的空中介面。
2008年下半季，美國集成电路设计公司高通宣布完成全球第一個使用HSPA+的數據呼叫（Data Call）技術。這項技術將得以在带宽为5MHz的信道上，提供超過20Mbps的数据傳輸速率。從技術上講，這些是透過使用稱為MIMO（“多輸入和多輸出”）的多天線技術和高階調製(64QAM) 或使用稱為雙小區 HSDPA 的技術將多個小區合併為一個來實現的。

## 外部連結
- 3GPP
- Free download of 3GPP standards available at
  - 3GPP Specifications Home Page
  - ETSI GSM UMTS 3GPP Numbering Cross Reference （页面存档备份，存于）
- Public HSPA Discussion Forum （页面存档备份，存于）
- EDGE, HSPA & LTE